# Pär Jilsén
Pär Jilsén, född 1 december 1960 i Krylbo i Avesta, är en svensk före detta handbollsspelare och numera handbollstränare. Jilsén var kantspelare.

## Spelarkarriär

### Klubblagsspel
Spelarkarriären började i Västerås i den klassiska klubben Irsta vid sju års ålder. Han spelade kvar i klubben till tjugoett års ålder då han flyttade till IK Heim i Göteborg. Där tog Pär Jilsén sina två första SM-titlar. Han spelade sedan för Redbergslids IK resten av sin karriär. Startåret är lite osäkert, enligt SOK var han 1984 mellan klubbarna Heim och Redbergslid. Pär Jilsén är bror till Björn Jilsén, svensk landslagsman i handboll. Björn Jilsén är ett år äldre. Pär Jilsén var den som skapade "knorren" som avslut i svensk handboll.

### Landslagsspel
Pär Jilsén spelade 1983 till 1991 96 landskamper för Sverige. Han deltog i två olympiska turneringar 1984 och 1988 där Sverige båda gångerna kom på femte plats. Han var däremot inte med varken i VM 1986 då han petades eller i  VM 1990 då brodern var med,  Pär Jilsén  blev 1987-1988 Årets handbollsspelare i Sverige.  Pär Jilsén är Stor Grabb i handboll.

## Tränarkarriär
Jilsén var förbundskapten för Sveriges U20-damlandslag i handboll åren 2004-2005. Slutade sedan som förbundskapten men var assisterande tränare i IK Sävehof med Henrik Signell. Tränarperioden i Önnered är inte känt vilka år den ägde rum-

## Klubbar

### Som spelare
- Irsta HF (1967–1981)
- IK Heim (1981–1984?)
- Redbergslids IK (1984–1991)

### Som tränare[3]
- Önnereds HK (herrar)
- IK Sävehof (damer, assisterande)
- Sverige U21 Årskullen 1985-1987 åren 2004-2005

## Meriter[4]
- 5 SM-guld IK Heim 1983, Redbergslid 1985,1986,1987 och 1989 med Redbergslids IK
- 2 SM-guld IK Sävehof som tränare

### Fotnoter
1. ↑  ”Samtliga internationals / herrar”. Svensk handboll. Arkiverad från originalet den 21 april 2013. https://web.archive.org/web/20130421230656/http://www.svenskhandboll.se/ImageVaultFiles/id_2957/cf_31/Landslaget_Herrar_Samtliga_Internationals.PDF. Läst 6 november 2025.
2. ↑   Handbollboken. 1988-1989. sid. 12-13  Årets spelare : Pär Jilsen
3. ↑  Jens Brogren (20 juli 2005). ”VM blir Jilséns slutknorr”. Kristianstadbladet. http://www.kristianstadsbladet.se/sport/vm-blir-jilsens-slutknorr/. Läst 6 november 2019.
4. ↑   Handbollens tidsepoker och legender. 2015?. sid. 104-105